# Vegetarianismo económico
Um vegetariano económico é uma pessoa que pratica o vegetarianismo do ponto de vista filosófico de que o consumo de carne é caro, parte de uma estratégia de vida simples e consciente ou apenas por necessidade. No mundo em desenvolvimento, onde um grande número de pessoas pobres pode não ser avesso a comer carne, são regularmente forçadas a não comê-la, uma vez que a carne pode muitas vezes ser um luxo.

## Motivações
Os vegetarianos económicos acreditam que a nutrição pode ser adquirida de forma mais eficiente e a um preço mais baixo por meio de vegetais, grãos, etc., em vez de carne. Eles argumentam como vegetarianos saudáveis que uma dieta vegetariana é rica em vitaminas, fibras alimentares e carboidratos complexos, e traz consigo menos riscos (como doenças cardíacas, obesidade e infeção bacteriana) do que o consumo de subprodutos de origem animal. Consequentemente, consideram a produção de carne economicamente insustentável.
Alguns vegetarianos são motivados por um estilo de vida simples ou adotam o vegetarianismo por necessidade. Por exemplo, no Reino Unido, a necessidade alterou os hábitos alimentares durante o período em torno da Segunda Guerra Mundial e no início da década de 1950, uma vez que os produtos de origem animal eram estritamente racionados e as frutas e vegetais cultivados em hortas comunitárias ou em casa estavam facilmente disponíveis. Antes disso, durante a Primeira Guerra Mundial, os americanos eram encorajados a passar um dia da semana sem comer carne, a fim de economizar rações de carne para as tropas, o que deu início à revolução da "Segunda-feira Sem Carne". Nos países em desenvolvimento, as pessoas às vezes seguem uma dieta principalmente vegetariana simplesmente porque os recursos de carne são escassos ou caros em comparação com fontes alternativas de alimentos. O mesmo princípio também pode ser um fator decisivo para influenciar a dieta de famílias de baixo rendimento no mundo ocidental. O preço da carne moída em 1985 era de US$1,28 por libra e, em 2016, o preço aumentou para US$3,98 por libra, correspondendo a um aumento de 39% em termos reais nos últimos 31 anos. A maior parte do aumento de preços ocorreu entre 2004 e 2016, aumentando em 1,72 dólares ao longo do período de 12 anos. Estes aumentos de preços dificultam que famílias de baixo rendimento continuem a incluir carne na sua dieta.
Muitos vegetarianos económicos também promovem a ideia de que técnicas agrícolas avançadas tornaram a produção de carne obsoleta e ineficiente. Alguns promovem a ideia de carne sintética e clonada.

## Críticas
Muitos críticos do vegetarianismo apontam para o facto de que muitos alimentos de origem vegetal carecem de nutrientes como vitamina B12, vitamina D e ferro.

### Obras citadas
Home Front Handbook. [S.l.]: Imperial War Museum (Ministry of Information). 2005 [1945]. ISBN 1-904897-11-8